# مارك غروسمان
مارك غروسمان (بالإنجليزية: Marc Grossman)‏ هو دبلوماسي أمريكي، ولد في 23 سبتمبر 1951 في لوس أنجلوس في الولايات المتحدة.

## وصلات خارجية
- مارك غروسمان على موقع إن إن دي بي (الإنجليزية)